# 페블섬

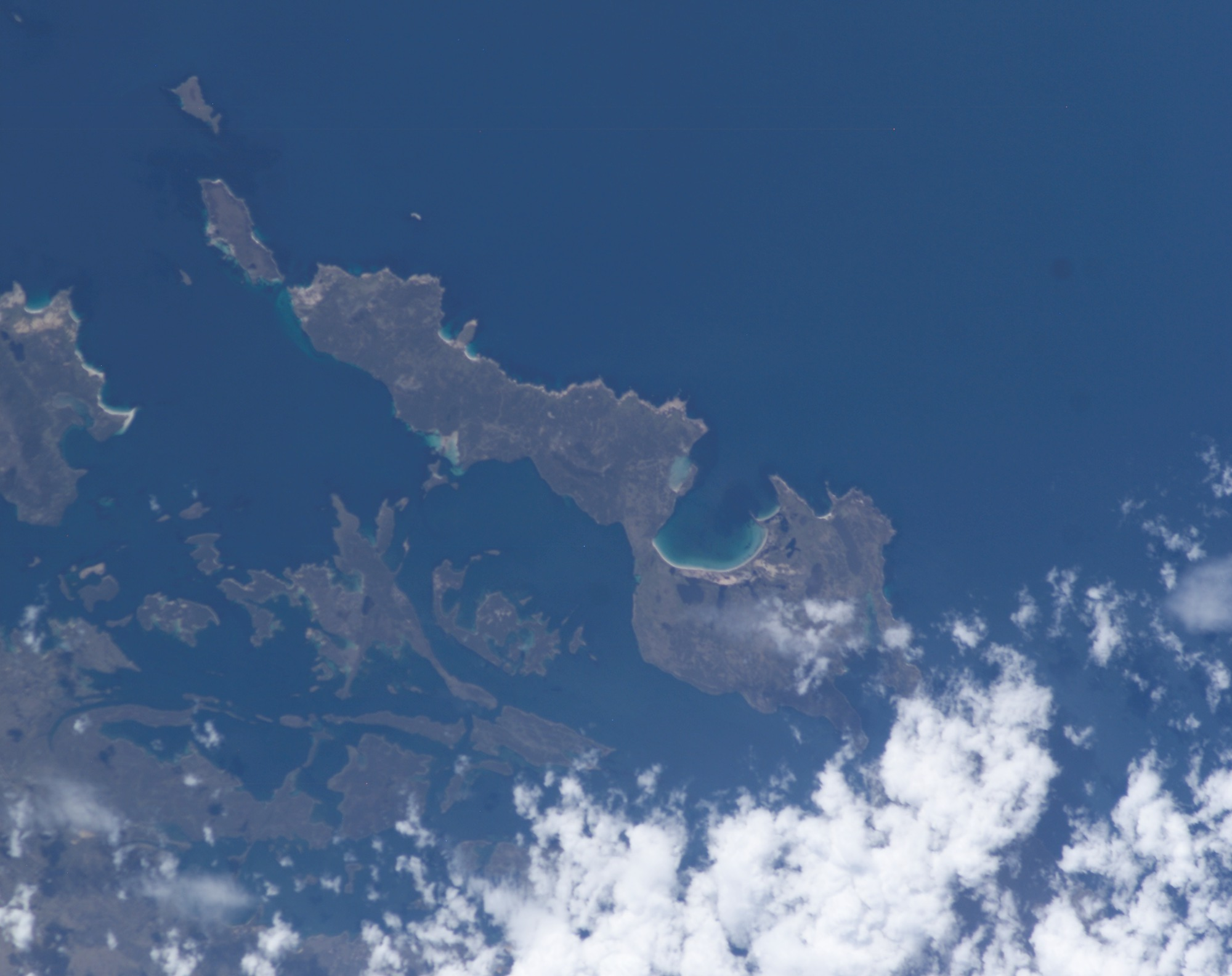

페블섬(Pebble Island)은 포클랜드 제도의 한 섬으로, 서포클랜드섬 북쪽에 위치해 있다. 섬의 명칭은 서쪽 끝에서 발견된 구 모양의 조약돌(pebble)의 이름을 따서 지어졌을 것으로 추정된다.

## 개요
포클랜드 제도에서 5번째로 큰 섬으로, 35킬로미터 너비이고 그 중 가장 넓은 부분은 약 6킬로미터이며 총 면적은 103.36km2이다. 3개의 높은 지점은 퍼스트산(First Mountain) 277미터, 미들산(Middle Mountain) 214미터, 마블산(Marble Mountain) 237미터로, 이 모두 섬의 서쪽 부분에 위치한다. 이 섬의 동쪽 부분은 호수와 습지가 있으며 보존 가치가 매우 높다.